# Ivănești (okręg Marusza)
Ivănești (węg. Kebeleszentivány) – wieś w Rumunii, w okręgu Marusza, w gminie Livezeni. W 2011 roku liczyła 472 mieszkańców.